# Alphitonia cinerascens
Alphitonia cinerascens là một loài thực vật có hoa trong họ Táo. Loài này được (Miq.) Hoogland mô tả khoa học đầu tiên năm 1960.